# Kumpo

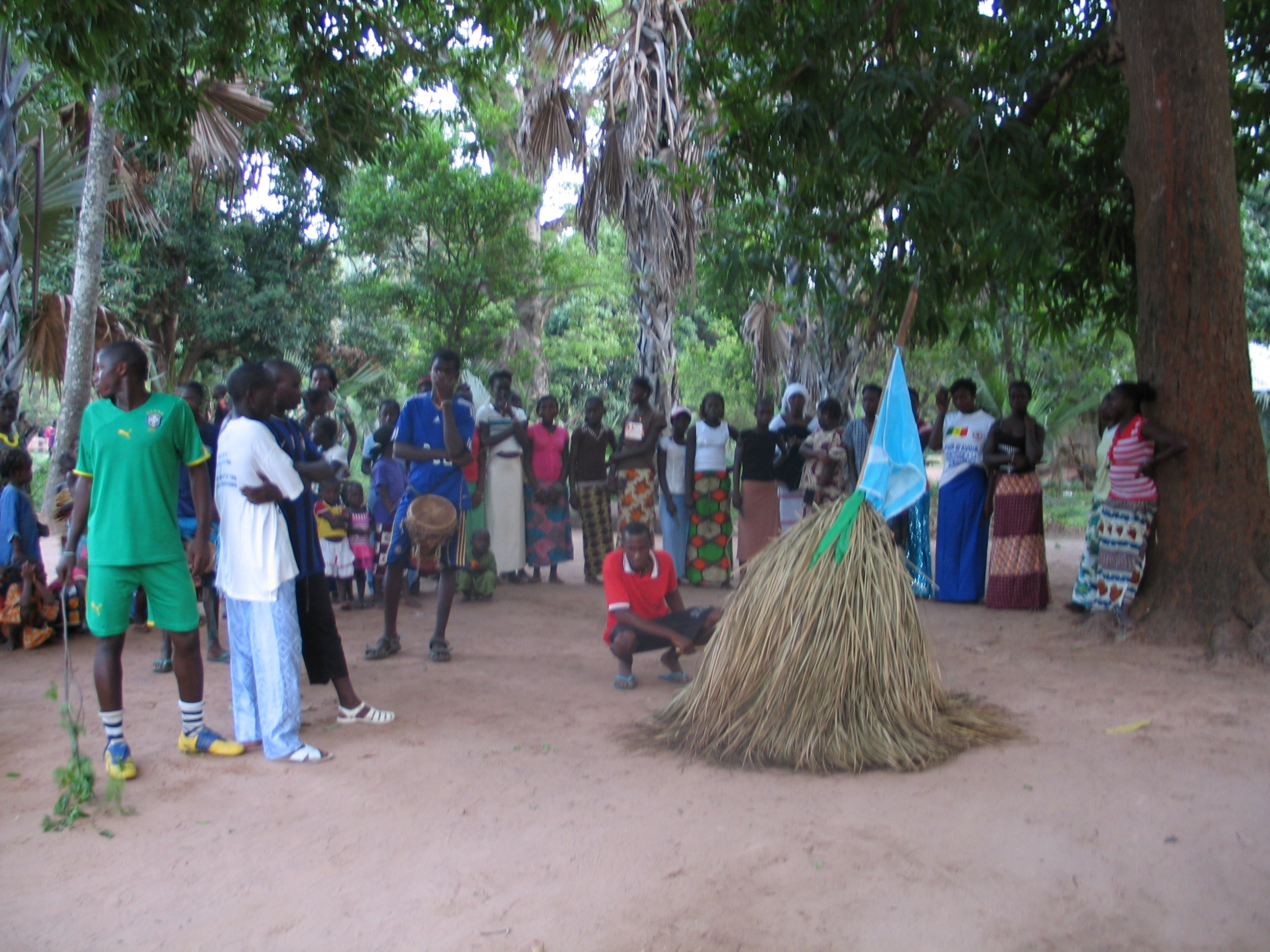
De Kumpo is een mythologische figuur van de Diola in de Casamance

De Kumpo, de Samay en de Niasse zijn drie traditionele figuren in de mythologie van de Diola in de Casamance (Senegal) en ook in Gambia.
Op geregelde tijdstippen in de loop van het jaar, bijvoorbeeld tijdens de Journées culturelles, wordt een traditioneel dansfeest in het dorp georganiseerd. De Samay nodigt iedereen uit om op het feest aanwezig te zijn.
De Kumpo is verkleed in een pak van palmbladeren en draagt een stevige stok op het hoofd. Bij het begin van de dans wordt door een jongedame een gekleurde vlag aan de stok gebonden. Hij danst urenlang met de stok en de vlag op het hoofd. Hij spreekt een geheim taaltje en communiceert via een tolk met de toehoorders.

## Sociale achtergrond
De Kumpo moedigt de gemeenschap aan om goede daden te stellen en op te komen voor het welzijn van de gemeenschap. Hij moedigt het gemeenschapsleven aan en vraagt niet beter dat alle aanwezigen het goed stellen op het feest.
Het feest is dan ook een stimulans voor de sociale dorpsleven. Niet deelnemen aan het feest wordt sociaal afgestraft; het geeft geen goede indruk om zich af te zonderen. De ganse gemeenschap gaat op in het maken van heel ritmische muziek en navenante dansen.
Volgens de traditie is de Kumpo geen persoon maar een geest. Er is een sterk verband met het bois sacré. Het is dan ook ten strengste verboden te vragen naar de identiteit van de Kumpo. Hij mag niet benaderd worden en het is heiligschennis om onder de palmbladeren proberen te lonken. Daarom ook durft hij belagers af te schudden door met zijn stok te slaan of te steken.
Aan het einde van het feest neemt hij afscheid van de gemeenschap en trekt hij zich terug in de bois sacré.
- Verwelkoming van Samay en Kumpo in Bagaya
- Het verhaal van de Kumpo in Bagaya
- Kumpo Dans in Bagaya
- Afscheid van de Kumpo in Bagaya

## Andere mythologische figuren
- Samay
- Niasse